# Ferran I de Portugal
Ferran I de Portugal, dit el Bell, l'Inconscient o l'Inconstant (Santarém, 31 d'octubre de 1345 - Lisboa, 22 d'octubre de 1383), fou rei de Portugal (1367-1383), l'últim de la dinastia Borgonya. El sobrenom d'Inconscient es deu a la seva desastrosa política exterior, que el va dur a tres guerres consecutives amb el veí regne de Castella.

## Família
Nascut el 1345 fou fill del rei Pere I de Portugal i la seva segona esposa, la infanta castellana Constança Manuel. Per línia materna descendia de Ferran III de Castella i Jaume II d'Aragó.
El 5 de març de 1372 es casà a Leça do Balio amb Elionor Telles de Menezes, amb la qual tingué:
- l'infant Joan de Portugal (1370), nascut abans del matrimoni
- l'infant Alfons de Portugal (1371), nascut abans del matrimoni
- la infanta Beatriu de Portugal (1372-1410), pretendent al tron portuguès entre 1383 i 1385, casada el 1383 amb Joan I de Castella

## Ascens al tron - Primera guerra
L'inici del regnat de Ferran I va estar marcat pel conflicte amb la veïna Castella. En morí el 1369 el rei de Castella Pere el Cruel sense deixar hereus directes, i Ferran es va autoproclamar hereu del tron castellà fent valer els seus drets de besnet de Sanç IV de Castella, iniciant-se la Primera Guerra de Successió castellana.
Els seus contendents, el rei d'Aragó, Navarra i Joan de Gant, duc de Lancaster, també pretenien fer valer els seus drets, aquest últim en estar casat des de 1371 amb Constança de Castella, filla gran del difunt rei castellà. Però fou finalment Enric de Trastàmara, germà bastard del rei Pere I el que accedí al tron amb el nom d'Enric II de Castella. La qüestió successòria va dur als contendents a dues campanyes militars amb resultats poc clars i finalment va haver de ser el Papa Gregori XI qui intervingués posant d'acord totes les parts.
Les condicions del tractat de 1371 pel qual es va restablir la qüestió successòria de Pere I de Castella van incloure el matrimoni entre Ferran I de Portugal i Elionor de Castella i de Manuel, filla d'Enric II. Però abans que la unió se celebrés, Ferran es va enamorar apassionadament d'Elionor Telles de Menezes, l'esposa d'un dels seus propis cortesans, i aconseguint l'anul·lació del primer matrimoni d'Elionor, no va dubtar en convertir-la en la seva muller. Encara que internament va provocar una insurrecció, aquesta no va tenir gran efecte sobre les relacions amb Enric II, que ràpidament va prometre la seva filla a Carles III de Navarra.

## Segona guerra
La pau acordada, però, va posar-se en perill a causa de les intrigues de Joan de Gant, que va convèncer Ferran I perquè participés en un acord secret pel qual ambdós pretenien expulsar Enric II del seu tron. La guerra que va seguir a aquest acord tampoc va tenir èxit pel bàndol portuguès i després del setge de Lisboa de 1373, de nou la pau entre Castella i Portugal es va refer l'any 1373 pel Tractat de Santarém.
El paper de la reina Elionor es va fer cada vegada més influent i les maniobres de la seva intervenció en les relacions polítiques exteriors la van fer cada vegada més impopular. Aparentment, Ferran I es mostrava incapaç de mantenir un govern fort i l'ambient polític intern es ressentia amb constants intrigues internes.

## Tercera guerra
En morir Enric II de Castella el 1379, una vegada més el duc de Lancaster va reclamar els seus drets; i de nou va trobar un aliat en Ferran I. Després de la batalla de l'Illa Saltés i el desembarcament de les tropes angleses a Lisboa, finalment aquest va acordar una pau per a Portugal que va ser signada a Elvas el 1382. En les condicions de la pau es va estipular que Beatriu, l'hereva de Ferran I, es casés amb el rei Joan I de Castella. Aquesta unió significava de facto l'annexió de Portugal per la corona de Castella i no va ser ben rebuda per la noblesa portuguesa.
Ferran I va morir el 22 d'octubre de 1383 sense deixar un hereu mascle, fet que va suposar el final de la línia de la dinastia Borgonya, casa que havia regit el Regne de Portugal des que el comte Enric de Borgonya declarés la independència de Portugal.
Després de la seva mort, Elionor Telles va ser nomenada regent en nom de Beatriu, però la transició no fou pacífica. Responent als anhels de gran part dels portuguesos de mantenir el seu regne independent de la corona de Castella, el Gran Maestre de l'Ordre d'Avís i germà bastard de Ferran I, Joan I de Portugal, va reclamar el tron trencant les estipulacions del tractat de 1382. Això va conduir a un període de guerra i caos polític i social que es coneixeria com la crisi portuguesa de 1383-1385. Finalment Joan I es va convertir el 1385 en el primer rei de la Casa d'Avís.